# Konstantínos Vlássis
Konstantínos Vlássis (en grec Κωνσταντίνος Βλάσης), né le 7 juillet 1975 à Tripoli en Grèce, est un homme politique grec.

## Biographie
Aux élections législatives grecques de janvier 2015, il est élu député au Parlement grec sur la liste de Nouvelle Démocratie dans la circonscription de l'Arcadie.